# Fly-by-wire

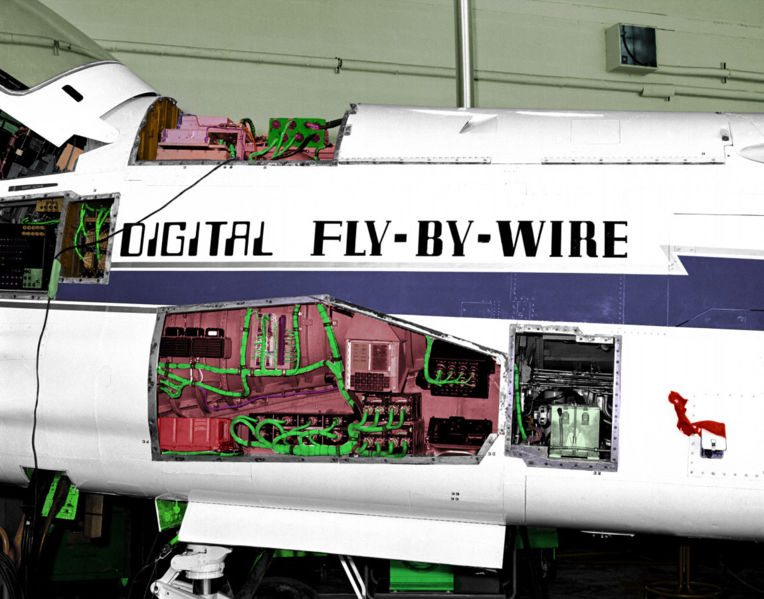
Zeleně vyznačené vedení fly-by-wire na testovacím letounu F-8C

Fly-by-wire (FBW) je systém, který umožnil nahradit konvenční systém ovládání řídicích ploch letounů pomocí táhel, lanek, hydromechanických převodů systémem elektrickým. Řídicí signály (například pohyb kniplu) jsou v tomto případě snímány a převáděny do elektronické podoby, které následně může vyhodnotit palubní počítač. Pomocí elektronických signálů jsou pak ovládány akční členy (např.: servomotory), které vychylují řídicí plochy.
Výrobci dopravních letadel Boeing a Airbus se liší v přístupu a nasazení fly-by-wire systému. V letadlech Airbus tento systém nedovolí pilotovi přebrat úplnou kontrolu nad letadlem (dodržení koridoru, ovládání výkonu).
V Boeingu 777 mohou piloti převzít nad letadlem úplnou kontrolu.